# Primsigning

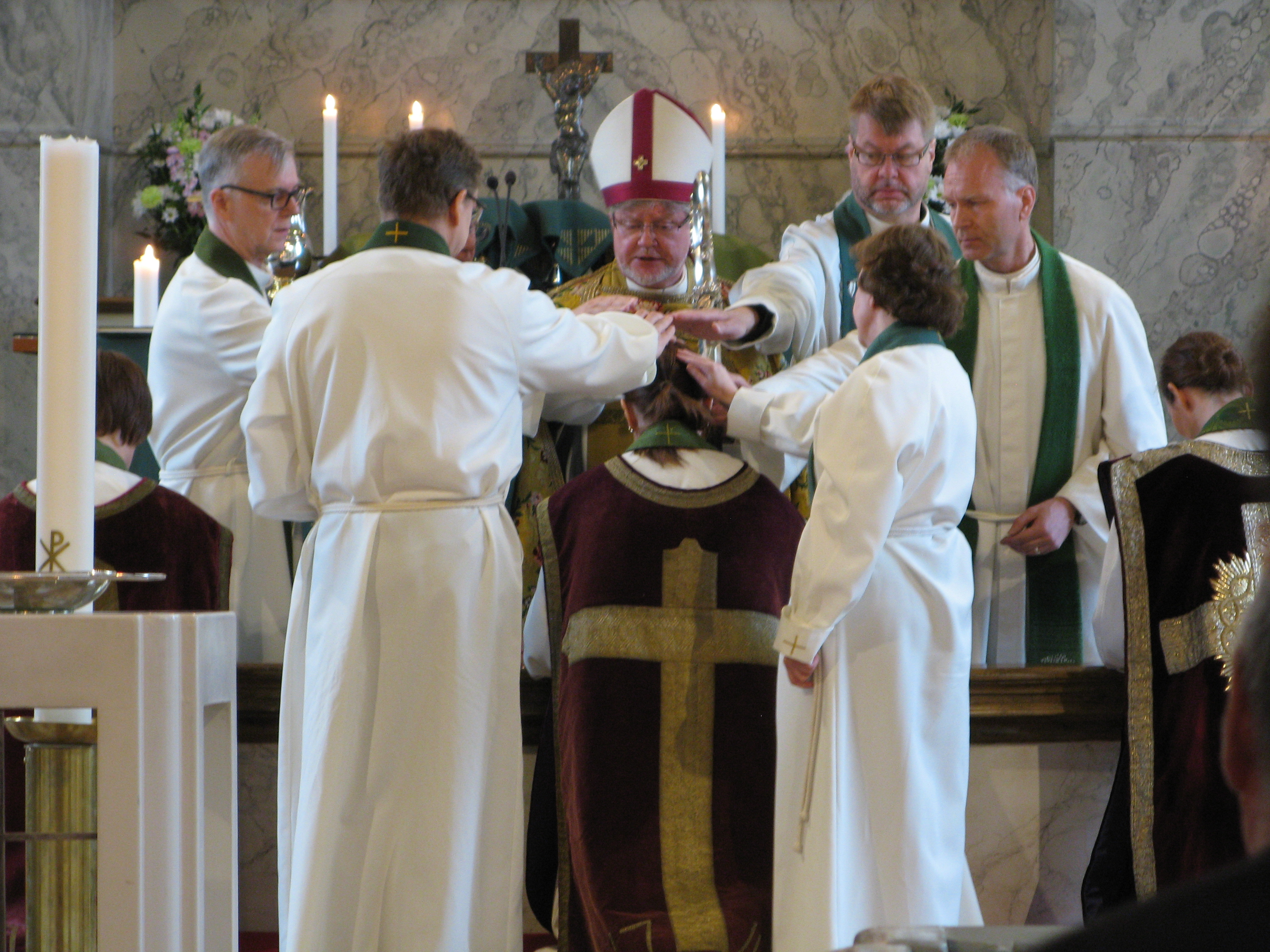
Handauflegung Finnisch-lutherische Ordination in Oulu

Primsigning f. (Verb: prímsigna, altschwed. prim-, brim-, brym-, brömsigna, altdän. primsigne, -segne, primsigning, altfranz. primsignier, primseigner) ist ein altskandinavischer Ausdruck für den Akt der Aufnahme in das Katechumenat. Im altengl. gibt es keinen speziellen Ausdruck. Aber Beda Venerabilis berichtet ebenfalls von einer Katechese vor der Taufe, die mit einer expliziten Absage an die alten Götter verbunden war. Das lat. cathecizare wird im Altengl. durch cristnian wiedergegeben. Das Mittelengl. hat das Wort primseinen.
Die Zeremonie bestand in der Handauflegung (impositio manuum) und der Bezeichnung mit dem Kreuz (obsignatio crucis). Frühe Zeugnisse finden sich bei Rimbert über den Aufenthalt Ansgards in Haithabu: "... Unzählbar ist die Menge derer, die in ihren weißen Taufkleidern zum Himmel aufstiegen. Um Katechumenen zu werden, ließen sich die Heiden oft mit dem Kreuz bezeichnen, damit sie die Kirche betreten und den Heiligen Sakramenten beiwohnen durften. Nur die Taufe schoben sie hinaus, weil sie es für zweckmäßig hielten, sich erst am Lebensende taufen zu lassen..." Und in der Egils saga Skallagrímssonar heißt es: 

„Konungur bað Þórólf og þá bræður, að þeir skyldu láta prímsignast, því að það var þá mikill siður, bæði með kaupmönnum og þeim mönnum, er á mála gengu með kristnum mönnum, því að þeir menn, er prímsignaðir voru, höfðu allt samneyti við kristna menn og svo heiðna, en höfðu það að átrúnaði, er þeim var skapfelldast.“

„Der König bat Þorolf und seine Brüder, die Primsigning anzunehmen, denn das war damals bei den Kaufleuten und denen, die bei Christen Dienst taten, allgemeine Übung. Die Männer, die das Kreuzzeichen trugen, hatten freien Verkehr mit Christen wie Heiden und bekannten sich zu dem Glauben, der ihnen gefiel.“

Aus dem letzten Zitat geht hervor, dass hier keine religiöse Wandlung oder Bekehrung vollzogen wurde, sondern es sich um einen formalen Akt unter Nützlichkeitsaspekten handelte. Von einer Beschäftigung mit dem neuen Glauben nach der Primsigning kann nicht ausgegangen werden. Vielmehr betont die Egils saga im Gesamtkontext des Zitats die Unverbindlichkeit des Aktes. Es handelt sich also nicht um den Beginn einer Zeit der Unterweisung, sondern um eine Spielart des in Skandinavien damals häufig anzutreffenden Synkretismus.
Zu dem Christianisierungsbeschluss des Allthings auf Island im Jahre 1000 gibt es zwei Fassungen. Die Kristni saga berichtet, dass sich alle Anwesenden hätten sogleich taufen lassen. Dagegen sagt die Ólafs saga Tryggvasonar, dass uoru þa allir menn primsignndir þeir á þinginu (alle Männer auf dem Thing die Primsigning empfingen..). Die Belege für die Primsigning sind nicht zahlreich: In den Isländersagas gibt es 9 Belege.